# Nikon F90
Le Nikon F90 est un appareil photographique reflex mono-objectif fabriqué par Nikon. Il est une évolution du Nikon F-801s avec un autofocus amélioré et une mesure spot. Il marque l'apparition d'une nouvelle génération d'objectifs munis d'une puce transmettant les informations de distance au processeur du boitier et de la monture Nikon AF-D.
Plus anecdotiquement, il marque la fin de la série des "F à trois chiffres" inaugurée avec le F-301 en 1985 et close en 1992 avec le F-801s et la disparition du trait d'union entre le "F" et le numéro de l'appareil. Il y aura encore un Nikon F100 en 1999 mais sans trait d'union.
Il produit des images de 24 x 36 mm sur du film 35 mm en cartouches 135.
Il est produit de 1992 à 1994.

## Histoire
Esthétiquement le F90 reste très proche de F-801 et F-801s mais les profonds changements dans le mode de fonctionnement ont justifié une appellation nouvelle.

## Compatibilité
Chasseur d'images se fait l'écho de l'incompréhension de certains "Nikonistes" dépités d'une compatibilité imparfaite entre les objectifs AF et les nouveaux AF D ainsi qu'entre les flashes plus anciens et le F90.

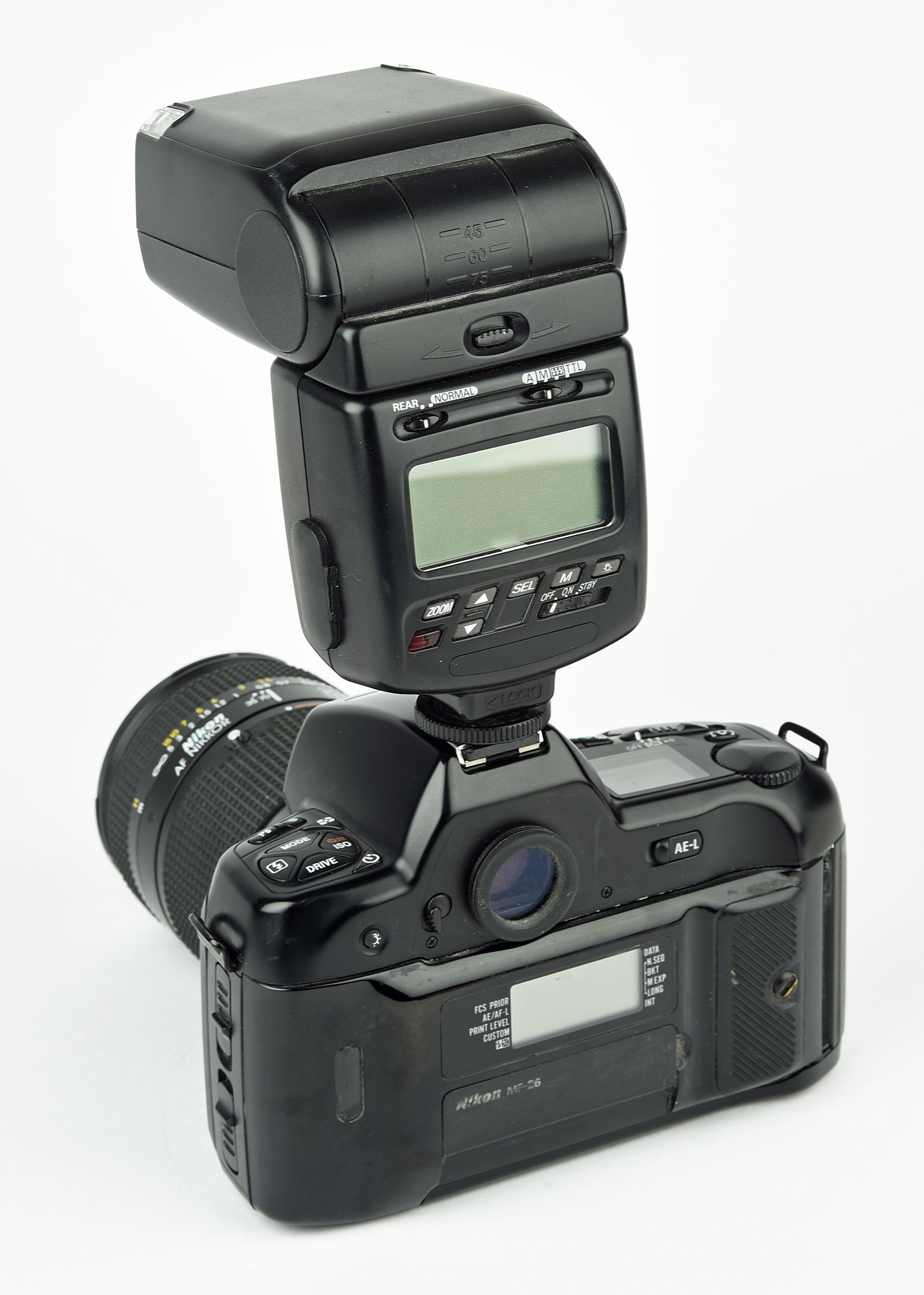
Nikon F90, objectif AF D 35-105 1:2.8, Flash SB-25 et dos multifonction MF-26

## Technique
Visuellement, l'appareil est une évolution du F-801 mais la liste des améliorations est longue. On trouve :
1. Nouvelle monture AF-D transmettant au boitier les informations de distance pour le calcul de l'exposition.
2. Nouveau processeur "Fuzzy logic".
3. Mesure de lumière matricielle 8 zones sur une plage de luminosité améliorée.
4. Mesure de lumière matricielle 5 zones en flash TTL.
5. L'apparition de 7 "programmes résultats"[5].
6. La prise en comte de la distance de mise au point pour le calcul d'exposition.
7. Capteur autofocus en croix.
8. Synchronisation flash vitesses lentes et sur le deuxième rideau.
9. Le compteur de vues visible ans le viseur.
10. Obturateur d'oculaire intégré.
11. Conception intégrant dès le début une interaction avec deux accessoires optionnels dédiés : le dos multifonctions MF-26 et le flash SB-25 auxquels sont "sous-traitées" certaines fonctions complexes.

### Dos multifonction MF-26
Le F90 muni du dos MF-26 prend en théorie le nom de F90S mais en pratique la sérigraphie n'évolue pas. Le dos qui remplace facilement le dos standard communique avec le boitier par sept contacts et lui ajoute douze fonctions :
1. Horloge internationale avec les 24 fuseaux horaires et gestion de l'heure d'été.
2. Impression de données sur le film. Au choix, date, date et heure et minute, numéro de vue, numéro de séquence, numéro quelconque au choix du photographe ou couple vitesse/ouverture utilisé.
3. Poses longues jusqu'à 99 h 59 min 59 s.
4. Séquence automatique de prises de vues.
5. Bracketing automatique de trois à dix neuf vues avec des valeurs d'exposition différentes dans tous les modes d'exposition automatiques ou manuel.
6. Bracketing automatique au flash.
7. Surimpression de deux à dix neuf expositions sur le même cliché.
8. Intervallomètre prise de plusieurs vues (ou séquence si combiné avec la séquence automatique) à intervalle réguliers pour un nombre d’occurrences fixé.
9. Priorité à la mise au point n'autorise le déclenchement que si le sujet est net. Peut aussi être utilisé en déclenchement automatique quand le sujet se trouve au point de netteté choisi.
10. Mémorisation simultanée de la mise au point et de l'exposition.
11. Choix d'une configuration par défaut utilisée en cas de réinitialisation du boitier.
12. Correction de l'intensité de l'éclair du flash SB-25.

### Flash SB-25
Le F90 ne comporte pas de flash intégré. Si tous les flashes TTL Nikon peuvent être utilisés en compatibilité partielle, le SB-25 est prévu comme un complément dédié au F90. Le SB-25  est un flash "cobra" à la tête orientable en hauteur et en direction, l'éclair est focalisé en fonction de la focale d'objectif utilisée. Quatre contacts électriques permettent la communication avec le boitier auquel il transmet la sensibilité du film, l'ouverture utilisée, la focale utilisée et le mode d'exposition.
La fonction la plus évidente est l'intégration de la distance de mise au point pour le calcul de l'éclair de flash il y a d'autres fonctions.
- Synchronisation normale.
- Synchronisation deuxième rideau.
- Synchronisation haute vitesse avec une série d'éclairs impressionnant successivement la partie de pellicule découverte par les rideaux de l'obturateur ce qui permet de travailler au flash jusqu'au 1/4000.
- Recyclage rapide en mode manuel qui permet au flash de suivre la cadence la plus élevée de rafale du F90 de 3.6 images/seconde voire de monter à 6 images/secondes à 1/64 de la puissance (avec des piles en bon état).
- Flash stroboscopique permet par de multiples éclairs (jusqu'à 160) de figer les positions successives d'un sujet en mouvement.
- Atténuation des "yeux rouges" par trois éclairs rapides avant l'exposition.
- Illuminateur d'assistance à l'autofocus.
- Utilisation de plusieurs flashes synchronisés par câbles.